# Тренчин (район)
Район Тренчин (словац. Okres Trenčín) — район Тренчинского края Словакии.

## Население
| Год:                | 1994    | 2004    | 2014    | 2024    |
| ------------------- | ------- | ------- | ------- | ------- |
| Количество человек: | 113 057 | 112 515 | 113 863 | 113 208 |
| Разница:            |         | −0,47 % | +1,19 % | −0,57 % |

### Статистические данные (2001)
Национальный состав:
- Словаки — 96,7 %
- Чехи — 1,7 %

Конфессиональный состав:
- Католики — 75,2 %
- Лютеране — 7,3 %